# NPO Plus
NPO Plus (eerder bekend als NPO Start Plus) is de video-on-demanddienst van de Nederlandse Publieke Omroep waar kijkers die een uitzending hebben gemist, tegen betaling de gemiste uitzending kunnen terugkijken. De dienst is in 2014 begonnen als proef. De dienst heeft jaren NPO Start Plus geheten, maar sinds maart 2020 heeft het de oorspronkelijke naam terug.
NPO Plus is naast de betaalde variant van NPO Start ook een onderdeel van NLZIET, een samenwerking tussen SBS, RTL en de NPO waarmee men via een abonnement toegang heeft tot een groot aanbod van de Nederlandse publieke en commerciële televisie. Voor een vast bedrag per maand hebben kijkers toegang tot de programma's van NPO 1, 2 en 3, RTL 4, 5, 7 en 8 en SBS6, Net5 en Veronica. Kijkers wordt de mogelijkheid geboden via een proefabonnement van 14 dagen gratis met NLZIET kennis te maken.
In 2017 heeft de NPO besloten een deel van het programma-aanbod dat voorheen gratis via Uitzending Gemist alsnog kon worden bekeken, onder te brengen bij NPO Plus, zoals het toen nog heette. Zo kunnen afleveringen van buitenlandse tv-series die de kijker heeft gemist op tv en na zeven dagen op NPO Start, nog uitsluitend via het betaalkanaal worden teruggezien. Hiermee heeft de NPO, die jaarlijks 785 miljoen euro uit de publieke middelen ontvangt, een extra inkomstenbron verworven.
NPO Plus moet onderscheiden worden van de gratis versie van NPO Start. Bij NPO Start kunnen gemiste uitzendingen gratis teruggezien worden. Voor NPO Plus moet betaald worden. Sommige programma's, zoals afleveringen van series, die vroeger eerst enige tijd naar NPO Gemist gingen, gaan nu na zeven dagen naar NPO Plus. Wie een serie volgt en een aflevering heeft moeten missen die hij graag wil terugzien, heeft daar dus beperkt gratis de mogelijkheid toe.